# Джими Флойд Хасълбанк
Джерел Хаселбанк (роден на 27 март 1972), по-познат като Джими Флойд Хаселбанк, е бивш нидерландски нападател, играл за редица клубове в Нидерландия, Португалия, Англия и Испания, както и в Нидерландския национален отбор. В кариерата си има записани над 250 гола. По-късно е помощник-треньор в Нотингам Форест.

## Клубна кариера

### Холандия
Хаселбанк е роден в Парамарибо, Суринам, но започва футболната си кариера във втората дивизия на Холандия, където играе първо за Телстар, а после за АЗ Алкмаар. Остава в АЗ за три сезона, преди да бъде освободен. Започва да играе в аматьорската „Нон-Лига“, за да поддържа форма.

### Португалия
Подписва с португалския Кампомайоренсе през август 1995, но след само един сезон отива в Боавища, където добива популярност. Вкарва 20 гола в 23 шампионатни мача и помага на отбора да спечели Купата на Португалия.

### Лийдс Юнайтед
Мениджърът на Лийдс Джордж Греъм взима Хаселбанк през лятото на 1997 за сумата от около 2 милиона паунда. След като вкарва в дебюта си във Висшата лига срещу Арсенал на Елън Роуд, Хаселбанк завършва първия си сезон в английския футбол с 16 гола. През следващия сезон става голмайстор на Висшата лига с 18 гола в 36 мача.
Въпреки че изиграва само два сезона в Лийдс, Хаселбанк е определян за един от най-великите играчи на клуба.

### Атлетико Мадрид
След като отказва нов договор в Лийдс, а впоследствие иска трансфер, Хаселбанк е продаден на испанския Атлетико Мадрид за £12 милиона през 1999. Адаптира се бързо към испанския футбол, отбелязвайки 24 гола в 34 мача в Ла Лига и 32 във всички турнири. Въпреки това клуба изпада.
|  | Тази страница частично или изцяло представлява превод на страницата Jimmy Floyd Hasselbaink в Уикипедия на английски. Оригиналният текст, както и този превод, са защитени от Лиценза „Криейтив Комънс – Признание – Споделяне на споделеното“, а за съдържание, създадено преди юни 2009 година – от Лиценза за свободна документация на ГНУ. Прегледайте историята на редакциите на оригиналната страница, както и на преводната страница, за да видите списъка на съавторите. ВАЖНО: Този шаблон се отнася единствено до авторските права върху съдържанието на статията. Добавянето му не отменя изискването да се посочват конкретни източници на твърденията, които да бъдат благонадеждни. |